# Lutas nos Jogos Olímpicos de Verão da Juventude de 2010 - Livre até 100 kg masculino
A competição da categoria até 100 kg masculino da luta livre nos Jogos Olímpicos de Verão da Juventude de 2010 foi disputada no dia 17 de agosto no Centro Internacional de Convenções, em Cingapura. Um total de oito lutadores participou deste evento, limitado a atletas com peso corporal inferior a 100 quilogramas. Ao contrário dos Jogos Olímpicos de Verão, nos Jogos da Juventude foi distribuída apenas uma medalha de bronze por categoria.

## Medalhistas
| Ouro   | AZE Ali Magomedabirov     |
| Prata  | CUB Abraham Conyedo Ruano |
| Bronze | IND Satywart Kadian       |

## Resultados
Os lutadores competiram entre si dentro das duas chaves. Os primeiros colocados de cada chave disputaram o ouro e os segundos colocados o bronze.

### Preliminares

#### Grupo A
| Pos | Atleta                    | PC | PT | L | V | D |
| --- | ------------------------- | -- | -- | - | - | - |
| 1   | AZE Ali Magomedabirov     | 10 | 10 | 3 | 3 | 0 |
| 2   | GEO Geno Petriashvili     | 7  | 15 | 3 | 2 | 1 |
| 3   | MGL Onyunbold Enkhtugs    | 6  | 6  | 3 | 1 | 2 |
| 4   | ASA Manuolefoaga Sualevai | 0  | 0  | 3 | 0 | 3 |

| AZE Ali Magomedabirov  | 3-1 | MGL Onyunbold Enkhtugs    | (PT: 3-1)  |
| GEO Geno Petriashvili  | 4-0 | ASA Manuolefoaga Sualevai | (PT: 11-0) |
| AZE Ali Magomedabirov  | 3-0 | GEO Geno Petriashvili     | (PT: 5-0)  |
| MGL Onyunbold Enkhtugs | 4-0 | ASA Manuolefoaga Sualevai | (PT: 4-0)  |
| AZE Ali Magomedabirov  | 4-0 | ASA Manuolefoaga Sualevai | (PT: 2-0)  |
| MGL Onyunbold Enkhtugs | 1-3 | GEO Geno Petriashvili     | (PT: 1-4)  |

#### Grupo B
| Pos | Atleta                    | PC | PT | L | V | D |
| --- | ------------------------- | -- | -- | - | - | - |
| 1   | CUB Abraham Conyedo Ruano | 9  | 12 | 3 | 3 | 0 |
| 2   | IND Satywart Kadian       | 6  | 4  | 3 | 2 | 1 |
| 3   | CAN Parmvir Dhesi         | 3  | 4  | 3 | 1 | 2 |
| 4   | RSA Andries Schutte       | 2  | 4  | 3 | 0 | 3 |

| CAN Parmvir Dhesi   | 3-0 | RSA Andries Schutte       | (PT: 3-0) |
| IND Satywart Kadian | 0-3 | CUB Abraham Conyedo Ruano | (PT: 0-2) |
| CAN Parmvir Dhesi   | 0-3 | IND Satywart Kadian       | (PT: 0-2) |
| RSA Andries Schutte | 1-3 | CUB Abraham Conyedo Ruano | (PT: 1-6) |
| CAN Parmvir Dhesi   | 0-3 | CUB Abraham Conyedo Ruano | (PT: 0-4) |
| RSA Andries Schutte | 1-3 | IND Satywart Kadian       | (PT: 1-2) |

### Fase final

#### Disputa pelo 7º lugar
| ASA Manuolefoaga Sualevai | 0-3 | RSA Andries Schutte | (PT: 0-6) |

#### Disputa pelo 5º lugar
| MGL Onyunbold Enkhtugs | 3-1 | CAN Parmvir Dhesi | (PT: 5-1) |

#### Disputa pelo bronze
| GEO Geno Petriashvili | 1-3 | IND Satywart Kadian | (PT: 1-3) |

#### Final
| AZE Ali Magomedabirov | 3-0 | CUB Abraham Conyedo Ruano | (PT: 2-0) |

## Classificação final
| Pos.              | Atleta                    |
| ----------------- | ------------------------- |
| Medalha de ouro   | AZE Ali Magomedabirov     |
| Medalha de prata  | CUB Abraham Conyedo Ruano |
| Medalha de bronze | IND Satywart Kadian       |
| 4                 | GEO Geno Petriashvili     |
| 5                 | MGL Oyunbold Enkhtugs     |
| 6                 | CAN Parmvir Dhesi         |
| 7                 | RSA Andries Schutte       |
| 8                 | ASA Manuolefoaga Sualevai |